# Tian Zhuang-zhuang
Tian Zhuangzhuang (en chino, 田壯壯; pinyin, Tián Zhuàngzhuàng) (Pekín, 1952) es un director de cine, productor y actor de China.

## Biografía
Tian Zhuangzhuang es hijo de Tian Fang, un actor famoso en China durante los años 1930.
Se graduó en la Academia de Cine de Pekín en 1982 junto a otros directores de la Quinta generación como Chen Kaige o Zhang Yimou.

## Carrera
Comenzó su carrera como fotógrafo amateur y documentalista en el Beijing Agricultural Film Studio. Tras graduarse en 1982 de la Academia de Cine de Pekín, dirigió sus dos primeros documentales, On the hunting ground (1985) y El ladrón de caballos (1986), que le daría fama internacional.  
Tras dirigir Li Lianying: el eunuco imperial (1991), comenzó a trabajar en su obra maestra, La cometa azul, un drama que refleja la vida de una familia pequinesa a lo largo de varias de las épocas más oscuras del siglo XX en China (el Gran Salto Adelante o la Revolución Cultural). Dicha película le hizo merecedor de un premio en el Festival Internacional de Cine de Tokio en 1993, pero también le ocasionó una prohibición de rodar películas en China durante la siguiente década. Durante estos años, se dedicó a producir películas, volviendo a la dirección con la película Springtime in a small town (2001), un remake del clásico chino (Spring in a small town, 1948). 
Posteriormente, ha dirigido tres películas más: el documental Delamu (2004), el biopic The Go Master (2006), y la película de acción The Warrior and the Wolf (2009).

## Filmografía

### Películas
- Hong xiang, The Red Elephant (1982)
- Lie chang zha sha, September (1984)
- Lie chang zha sha, On the Hunting Ground (1984)
- El ladrón de caballos (Dao ma zei, 1986)
- Gushu Yiren, The Street Players (1987)
- Yaogun Qingnian, Rock 'n' Roll Kids (1988)
- Te bie shou shu shi, Unforgettable Life (1988)
- Da taijian Li Lianying, Li Lianying: The Imperial Eunuch (1991)
- La cometa azul (Lan feng zheng, 1993)
- Primavera en un lugar pequeño (Xiao cheng zhi chun 2002)
- Cha ma gu dao xi lie, Delamu (2004)
- Wu Qingyuan, The Go Master (2006)
- Lang Zai Ji, The Warrior and the Wolf (2009)
- My People, My Country (2019)